# Перша леді (телесеріал, Філіппіни)
«Перша леді» (англ. First Lady) — філіппінський телесеріал 2022 року виробництва телекомпанії GMA Network. У головних ролях Санья Лопес та Габбі Консепсьон.
Серіал є прямим продовженням телесеріалу «Перша няня». Прем’єра відбулася 14 лютого 2022 року і завершилася 1 липня 2022 року, загалом налічуючи 97 епізодів.
Серіал транслюється онлайн на YouTube.

## Сюжет
Після того, як Мелоді, колишня няня, прийняла на себе роль першої леді країни, вона стає приголомшеною всіма змінами та обов’язками, які вона тепер виконує.

## У ролях
- Санья Лопес — Мелоді Рейес-Акоста[4]
- Габбі Консепсьон — Глен Франсіско Акоста[5]